# اصف بجوا
اصف بجوا (انگلیسی: Asif Bajwa؛ زادهٔ ۸ ژوئن ۱۹۷۲) بازیکن هاکی روی چمن، مربی (ورزش)، و سیاستمدار اهل پاکستان است.